# Уан-Пенн-Плаза
Уа́н-Пенн-Пла́за (англ. One Penn Plaza) — небоскрёб в Мидтауне Манхэттена, расположенный между Седьмой и Восьмой авеню и 33-й и 34-й улицами около Пенсильванского вокзала и спорткомплекса Мэдисон-сквер-гарден.
Здание было спроектировано архитектурным объединением Kahn & Jacobs. Его строительство велось с 1970 по 1972 год. Здание выполнено из конструкционной стали и бетона, в оформлении его фасадов использовано стекло и анодированный алюминий. Высота небоскрёба составляет 229 метров, в нём насчитывается 57 этажей, совокупная площадь помещений которых составляет 223 000 м². На уровне 7-го, 14-го и 55-го этажей находятся уступы. Всего в здании имеется 44 лифта. Подземный многоуровневый гараж, рассчитанный на 695 машиномест, доступен с 33-й и 34-й улицы. От здания до Пенсильванского вокзала проложен подземный вестибюль. В 2009 году для повышения эффективности отопления в здании была установлена когенерационная установка. Она позволила снизить выбросы углекислого газа почти вдвое.
Первым собственником здания была компания Helmsley-Spear Inc.. В конце 1990-х годов небоскрёб был продан инвестиционному трасту Vornado Realty Trust за 420 миллионов $.
К западу от небоскрёба расположены плаза площадью около 4600 м² и круглогодичный трёхметровый фонтан. Зимой фонтан источает потоки воды, летом — струи пара.
- Небоскрёб в мае 2005 года
- Мэдисон-сквер-гарден на фоне небоскрёба
- Вид с севера в августе 2007 года